# فهرست جزیره‌های اقیانوس هند

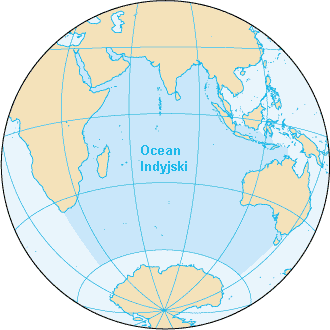
اقیانوس هند

فهرست جزیره‌ها در اقیانوس هند.

## شرق اقیانوس هند
- جزایر آندامان (هند)
- جزیره‌های آشمور و کارتیر (استرالیا)
- جزیره کریسمس (استرالیا)
- جزیره کوکاتو (استرالیا)
- جزایر کوکوس (استرالیا)
- جزیره دیرک هارتوگ (استرالیا)
- جزیره اینگانو (اندونزی)
- جزیره باغ (استرالیا)
- Houtman Abrolhos (استرالیا)
- جافنا
- جزیره کینگ (استرالیا)
- جزیره کولان (استرالیا)
- لاکشادویپ
- لنکاوی
- جزیره مانار
- جزیره منتاوی (اندونزی)
- جزیره مرگوائی
- جزیره مانسالار
- نیاس (اندونزی)
- جزایر نیکوبار
- جزیره پامبان
- جزیره پینی
جزایر ماری
- پنانگ
- جزایر فی فی
- استان پوکت
- جزیره راتنست (استرالیا)
- سیمئولوئه (اندونزی)
- سری‌لانکا
- جزیره وه

## غرب اقیانوس هند
- جزایر آگالگا
- جزایر باجونی
- بانس دو گایزر
- باساس دا ایندیا
- حزایر بازارتو
- کارگادوس کاراجوس
- مجمع‌الجزایر چاگوس
- کومور
- جزیره اروپا
- جزایر گلوریوسو
- ژوان دو نوا
- جزایر کرگولن
- جزیره حلانیات
- لاکشادویپ
- جزیره لامو
- ماداگکاتنخ اسکار
- جزیره مافیا
- ماهی، سیشل
- مالدیو
- موریس
- مایوت
- جزیره پمبا
- جزیره کوریمباس
- رئونیون
- جزیره رودریگز
- سیشل
- جزایر سعدالدین
- سقطرا
- جزیره ترومیلنلوتکنن
- جزیره وایپین
- جزیره وامیزی
- والارپادام
- جزیره ولینگتون
- جزیره زنگبار
- La Digue Island, Seychelles
- Silhouette Island, Seychelles
- Praslin Island, Seychelles

## جنوب اقیانوس هند
- جزیره آمستردام، ایستگاه تحقیقاتی Martin-de-Viviès
- جزیره سنتی پل
- جزایر کرگولن